# Exogonita
Exogonita is een geslacht van borstelwormen uit de familie van de Syllidae. Erinaceusyllis werd voor het eerst wetenschappelijk beschreven door Hartman en Fauchaldin 1971.

## Soorten
- Exogonita oculata Hartman & Fauchald, 1971